# Macarostola rosacea
Macarostola rosacea là một loài bướm đêm thuộc họ Gracillariidae. Nó được tìm thấy ở New South Wales.